# Становий хребет
Становий хребет (рос. Станово́й хребе́т, китайська: 外兴安岭) — система гірських хребтів в Східному Сибіру, від середньої течії р. Олекми до витоків р. Учур (сточище Алдану).
Довжина близько 700 км, ширина 100—180 км. Переважаючі висоти 1500—2000 м (найбільша — 2412 м). С. х. — вододіл сточищ річок Північного Льодовитого і Тихого  океанів, що складається з паралельних хребтів майже широтного простягання, розділених поздовжніми долинами.

## Геологія
Складний кристалічними сланцями і гнейсами (архейсько-протерозойськими), прорваними інтрузіями гранітів. Родовища золота, рідкісних металів, залізняку. Типові куполоподібні і пласковершинні хребти і широкі долини; місцями в пасмовій зоні є кари, цирки, троги. Розвинені кріогенні форми рельєфу, пов'язані з повсюдним розповсюдженням багаторічної мерзлоти.

## Клімат
Клімат суворий, континентальний. Літо відносне тепле, період з середніми добовими температурами повітря вище 10 °С триває близько двох місяців. Зима холодна, тривала (звичайні морози — 30-40 °С). Опадів близько 500 мм на рік (до 80 % їх випадає в теплу пору року). Із С. х. беруть початок притоки Лени і Амуру; живлення річок головним чином дощове; характерні літньо-осінні паводки. На схилах — гірська модринова тайга; зустрічаються ліси з аянської ялини. Вище 1200 м тайга змінюється поясом кедрового сланника, верхні частини хребтів зайняті гірською тундрою. По долинах річок — марі, вейниково-осокові луки, торф'яні болота.

## Кінематограф
Злий дух Ямбуя - радянський художній фільм 1977 року, за однойменною повістю Григорія Федосєєва. 